# Кульчинский, Станислав
Станислав Леон Кульчиньский (пол. Stanisław Leon Kulczyński; 9 мая 1895, Краков — 12 июня 1975, Варшава) — польский учёный-ботаник и политик, педагог.

## Биография
Сын Владислава Кульчинского. Окончил Ягеллонский университет. С 1924 года преподавал в Университете Яна Казимира в Львове в качестве доцента, с 1930 года профессора, а в 1936 был избран ректором.
Был членом Демократической партии Польши, которую возглавлял с 1956 по 1969 год. Вице-спикер парламента в 1952—1956, заместитель председателя Государственного Совета с 1956 по 1969 год, и.о. председателя Государственного совета в 1964 году. Воевода Польского правительства в изгнании по Львовскому воеводству с января 1942 по июнь 1942. Ректор Львовского университета (1936—1937).

## Научные интересы
В 1927 году предложил бинарную меру сходства, названную в его честь Коэффициент Кульчинского, которая часто приводится в теоретических и обзорных работах по математическим методам в таксономии и экологии